# Élections municipales de 2013 à Québec
Les élections municipales de 2013 à Québec se sont déroulées le 3 novembre 2013.

## Candidats
| Candidat                 | Qualité                    | Parti | Parti | Colistier     |
| ------------------------ | -------------------------- | ----- | ----- | ------------- |
| Régis Labeaume (sortant) | Administrateur, sociologue |       | ÉL    | Aucun         |
| David Lemelin            | Journaliste                |       | DQ    | Conrad Verret |
| Armand Paré              | -                          |       | IND   | N/A           |
| Claude Gagnon            | Sexologue                  |       | IND   | N/A           |
| Denis Haché              | Préposé de stationnement   |       | IND   | N/A           |

| Parti | Parti              | Candidats | Candidats            | Total |
| Parti | Parti              | Mairie    | Conseiller municipal | Total |
| ----- | ------------------ | --------- | -------------------- | ----- |
|       | Équipe Labeaume    | 1         | 21                   | 22    |
|       | Démocratie Québec  | 1         | 20                   | 21    |
|       | Indépendants       | 3         | 12                   | 15    |
|       | Alliance de Québec | 0         | 4                    | 4     |
| Total | Total              | 5         | 57                   | 62    |

## Résultats

### Mairie
- Maire sortant : Régis Labeaume

| Parti                             | Parti                             | Candidats                         | Voix    | %     |
| --------------------------------- | --------------------------------- | --------------------------------- | ------- | ----- |
|                                   | Équipe Labeaume                   | Régis Labeaume                    | 161 287 | 74,09 |
|                                   | Démocratie Québec                 | David Lemelin                     | 52 285  | 24,02 |
|                                   | Indépendant                       | Claude Gagnon                     | 2 062   | 0,95  |
|                                   | Indépendant                       | Denis Haché                       | 1 078   | 0,50  |
|                                   | Indépendant                       | Armand Paré                       | 990     | 0,45  |
|                                   |                                   |                                   |         |       |
| Votes valides                     | Votes valides                     | Votes valides                     | 217 702 | 98,27 |
| Bulletins rejetés                 | Bulletins rejetés                 | Bulletins rejetés                 | 3 843   | 1,73  |
| Total                             | Total                             | Total                             | 221 545 | 100   |
| Abstention                        | Abstention                        | Abstention                        | 182 149 | 45,12 |
| Nombre d'inscrits / participation | Nombre d'inscrits / participation | Nombre d'inscrits / participation | 403 694 | 54,88 |

#### Par arrondissement
| Partis | Partis   | LC-L   | LC-L  | LR     | LR    | SF-S-CR | SF-S-CR | CB     | CB    | BP     | BP    | LHSC   | LHSC  | Total | Total   | Total |
| Partis | Partis   | V.     | %     | V.     | %     | V.      | %       | V.     | %     | V.     | %     | V.     | %     | V.    | V.      | %     |
| ------ | -------- | ------ | ----- | ------ | ----- | ------- | ------- | ------ | ----- | ------ | ----- | ------ | ----- | ----- | ------- | ----- |
|        | Labeaume | 25 948 | 63,57 | 24 317 | 79,37 | 32 114  | 70,27   | 26 759 | 77,43 | 26 351 | 79,01 | 25 798 | 79,05 |       | 161 287 | 74,09 |
|        | Lemelin  | 13 988 | 34,27 | 5 780  | 18,87 | 12 738  | 27,87   | 7 154  | 20,70 | 6 392  | 19,17 | 6 233  | 19,10 |       | 52 285  | 24,02 |
|        | Gagnon   | 421    | 1,03  | 276    | 0,90  | 408     | 0,89    | 329    | 0,95  | 321    | 0,96  | 307    | 0,94  |       | 2 062   | 0,95  |
|        | Haché    | 235    | 0,58  | 162    | 0,53  | 183     | 0,40    | 171    | 0,49  | 168    | 0,50  | 159    | 0,49  |       | 1 078   | 0,50  |
|        | Paré     | 224    | 0,55  | 101    | 0,33  | 259     | 0,57    | 148    | 0,43  | 118    | 0,35  | 140    | 0,43  |       | 990     | 0,45  |

### Districts électoraux

#### Résumé
|                                   |                                   |                                   |         |       |      |        |               |  |  |  |  |  |  |  |
| Parti                             | Parti                             | Candidats                         | Voix    | %     | +/-  | Sièges | +/-           |  |  |  |  |  |  |  |
|                                   | Équipe Labeaume                   | 21                                | 133 829 | 61,49 | 2,06 | 18     | 7             |  |  |  |  |  |  |  |
|                                   | Démocratie Québec                 | 20                                | 65 683  | 30,18 | Nv.  | 3      | 3             |  |  |  |  |  |  |  |
|                                   | Alliance de Québec                | 3                                 | 955     | 0,44  | Nv.  | 0      | en stagnation |  |  |  |  |  |  |  |
|                                   | Indépendants                      | 12                                | 17 176  | 7,89  | -    | 0      | 2             |  |  |  |  |  |  |  |
|                                   |                                   |                                   |         |       |      |        |               |  |  |  |  |  |  |  |
| Votes valides                     | Votes valides                     | Votes valides                     | 217 643 | 98,26 |      |        |               |  |  |  |  |  |  |  |
| Bulletins rejetés                 | Bulletins rejetés                 | Bulletins rejetés                 | 3 845   | 1,74  |      |        |               |  |  |  |  |  |  |  |
| Total                             | Total                             | Total                             | 221 488 | 100   | -    | 21     | 6             |  |  |  |  |  |  |  |
| Abstention                        | Abstention                        | Abstention                        | 182 206 | 45,13 |      |        |               |  |  |  |  |  |  |  |
| Nombre d'inscrits / participation | Nombre d'inscrits / participation | Nombre d'inscrits / participation | 403 694 | 54,87 |      |        |               |  |  |  |  |  |  |  |

##### Variations par arrondissement
| Partis | Partis | LC-L  | LC-L | LR    | LR    | SF-S-CR | SF-S-CR | CB    | CB   | BP    | BP   | LHSC  | LHSC |
| Partis | Partis | %     | +/-  | %     | +/-   | %       | +/-     | %     | +/-  | %     | +/-  | %     | +/-  |
| ------ | ------ | ----- | ---- | ----- | ----- | ------- | ------- | ----- | ---- | ----- | ---- | ----- | ---- |
|        | EL     | 55,36 | 0,83 | 72,73 | 11,65 | 54,24   | 1,21    | 72,27 | 2,74 | 73,79 | 7,63 | 67,85 | 8,05 |
|        | DQ     | 44,00 | Nv.  | 26,26 | Nv.   | 39,44   | Nv.     | 23,98 | Nv.  | 21,07 | Nv.  | 25,56 | Nv.  |
|        | ADQ    |       |      |       |       |         |         |       |      | 2,86  | Nv.  |       |      |
|        | Ind.   | 0,64  | -    | 1,02  | -     | 6,84    | -       | 4,04  | -    | 2,26  | -    | 2,15  | -    |

#### La Cité-Limoilou
- Dans cet arrondissement, 40 756 électeurs se sont prévalus de leur droit de vote.
- Équipe Labeaume obtient 3 districts et Démocratie Québec en remporte 2.

| Candidat               | Candidat                 | Parti                  | Voix   | %     |
| ---------------------- | ------------------------ | ---------------------- | ------ | ----- |
|                        | Anne Guérette (Sortante) | Démocratie Québec      | 4 619  | 55,01 |
|                        | Frédéric Poitras         | Équipe Labeaume        | 3 778  | 44,99 |
|                        |                          |                        |        |       |
| Suffrages exprimés     | Suffrages exprimés       | Suffrages exprimés     | 8 397  | 97,74 |
| Votes blancs et nuls   | Votes blancs et nuls     | Votes blancs et nuls   | 194    | 2,26  |
| Total                  | Total                    | Total                  | 8 591  | 100   |
| Abstentions            | Abstentions              | Abstentions            | 6 823  | 44,26 |
| Inscrits/Participation | Inscrits/Participation   | Inscrits/Participation | 15 414 | 55,74 |

| Candidat               | Candidat                 | Parti                  | Voix   | %     |
| ---------------------- | ------------------------ | ---------------------- | ------ | ----- |
|                        | Yvon Bussières (Sortant) | Démocratie Québec      | 5 280  | 58,10 |
|                        | Sébastien Chamberland    | Équipe Labeaume        | 3 808  | 41,90 |
|                        |                          |                        |        |       |
| Suffrages exprimés     | Suffrages exprimés       | Suffrages exprimés     | 9 088  | 97,93 |
| Votes blancs et nuls   | Votes blancs et nuls     | Votes blancs et nuls   | 192    | 2,07  |
| Total                  | Total                    | Total                  | 9 280  | 100   |
| Abstentions            | Abstentions              | Abstentions            | 5 963  | 39,12 |
| Inscrits/Participation | Inscrits/Participation   | Inscrits/Participation | 15 243 | 60,88 |

| Candidat               | Candidat                   | Parti                  | Voix   | %     |
| ---------------------- | -------------------------- | ---------------------- | ------ | ----- |
|                        | Chantal Gilbert (Sortante) | Équipe Labeaume        | 4 871  | 61,54 |
|                        | Jean-Yves Roy              | Démocratie Québec      | 3 044  | 38,46 |
|                        |                            |                        |        |       |
| Suffrages exprimés     | Suffrages exprimés         | Suffrages exprimés     | 7 915  | 96,45 |
| Votes blancs et nuls   | Votes blancs et nuls       | Votes blancs et nuls   | 291    | 3,55  |
| Total                  | Total                      | Total                  | 8 206  | 100   |
| Abstentions            | Abstentions                | Abstentions            | 9 888  | 54,65 |
| Inscrits/Participation | Inscrits/Participation     | Inscrits/Participation | 18 094 | 45,35 |

| Candidat               | Candidat                     | Parti                  | Voix   | %     |
| ---------------------- | ---------------------------- | ---------------------- | ------ | ----- |
|                        | Suzanne Verreault (Sortante) | Équipe Labeaume        | 5 213  | 63,53 |
|                        | Frédéric Chrétien            | Démocratie Québec      | 2 731  | 33,28 |
|                        | Maïsa Mpembe Ntunga          | Indépendant            | 261    | 3,18  |
|                        |                              |                        |        |       |
| Suffrages exprimés     | Suffrages exprimés           | Suffrages exprimés     | 8 205  | 97,57 |
| Votes blancs et nuls   | Votes blancs et nuls         | Votes blancs et nuls   | 204    | 2,43  |
| Total                  | Total                        | Total                  | 8 409  | 100   |
| Abstentions            | Abstentions                  | Abstentions            | 9 178  | 52,19 |
| Inscrits/Participation | Inscrits/Participation       | Inscrits/Participation | 17 587 | 47,81 |

| Candidat               | Candidat                         | Parti                  | Voix   | %     |
| ---------------------- | -------------------------------- | ---------------------- | ------ | ----- |
|                        | Geneviève Hamelin                | Équipe Labeaume        | 4 891  | 68,40 |
|                        | Ginette Picard-Lavoie (Sortante) | Démocratie Québec      | 2 260  | 31,60 |
|                        |                                  |                        |        |       |
| Suffrages exprimés     | Suffrages exprimés               | Suffrages exprimés     | 7 151  | 97,12 |
| Votes blancs et nuls   | Votes blancs et nuls             | Votes blancs et nuls   | 212    | 2,88  |
| Total                  | Total                            | Total                  | 7 363  | 100   |
| Abstentions            | Abstentions                      | Abstentions            | 9 347  | 55,94 |
| Inscrits/Participation | Inscrits/Participation           | Inscrits/Participation | 16 710 | 44,06 |

#### Les Rivières
- Dans cet arrondissement, 30 408 électeurs se sont prévalus de leur droit de vote.
- Équipe Labeaume en obtient les 3 districts.

| Candidat               | Candidat               | Parti                  | Voix   | %     |
| ---------------------- | ---------------------- | ---------------------- | ------ | ----- |
|                        | Natacha Jean           | Équipe Labeaume        | 5 807  | 75,97 |
|                        | Denis L'Anglais        | Démocratie Québec      | 1 837  | 24,03 |
|                        |                        |                        |        |       |
| Suffrages exprimés     | Suffrages exprimés     | Suffrages exprimés     | 7 644  | 96,96 |
| Votes blancs et nuls   | Votes blancs et nuls   | Votes blancs et nuls   | 240    | 3,04  |
| Total                  | Total                  | Total                  | 7 884  | 100   |
| Abstentions            | Abstentions            | Abstentions            | 8 204  | 50,99 |
| Inscrits/Participation | Inscrits/Participation | Inscrits/Participation | 16 088 | 49,01 |

| Candidat               | Candidat                 | Parti                  | Voix   | %     |
| ---------------------- | ------------------------ | ---------------------- | ------ | ----- |
|                        | Jonatan Julien           | Équipe Labeaume        | 9 539  | 72,47 |
|                        | Patrick Paquet (Sortant) | Démocratie Québec      | 3 623  | 27,53 |
|                        |                          |                        |        |       |
| Suffrages exprimés     | Suffrages exprimés       | Suffrages exprimés     | 13 162 | 98,03 |
| Votes blancs et nuls   | Votes blancs et nuls     | Votes blancs et nuls   | 264    | 1,97  |
| Total                  | Total                    | Total                  | 13 426 | 100   |
| Abstentions            | Abstentions              | Abstentions            | 9 024  | 40,20 |
| Inscrits/Participation | Inscrits/Participation   | Inscrits/Participation | 22 450 | 59,80 |

| Candidat               | Candidat               | Parti                  | Voix   | %     |
| ---------------------- | ---------------------- | ---------------------- | ------ | ----- |
|                        | Dominique Tanguay      | Équipe Labeaume        | 6 769  | 70,50 |
|                        | Michel Légaré          | Démocratie Québec      | 2 524  | 26,29 |
|                        | Guillaume Labonté-Côté | Indépendant            | 309    | 3,22  |
|                        |                        |                        |        |       |
| Suffrages exprimés     | Suffrages exprimés     | Suffrages exprimés     | 9 602  | 98,59 |
| Votes blancs et nuls   | Votes blancs et nuls   | Votes blancs et nuls   | 137    | 1,41  |
| Total                  | Total                  | Total                  | 9 739  | 100   |
| Abstentions            | Abstentions            | Abstentions            | 7 479  | 43,44 |
| Inscrits/Participation | Inscrits/Participation | Inscrits/Participation | 17 218 | 56,56 |

#### Sainte-Foy-Sillery-Cap-Rouge
- Dans cet arrondissement, 45 438 électeurs se sont prévalus de leur droit de vote.
- Équipe Labeaume obtient 3 districts et Démocratie Québec en remporte 1.

| Candidat               | Candidat               | Parti                  | Voix   | %     |
| ---------------------- | ---------------------- | ---------------------- | ------ | ----- |
|                        | Paul Shoiry            | Démocratie Québec      | 7 276  | 60,98 |
|                        | Robert Dinan           | Équipe Labeaume        | 4 656  | 39,02 |
|                        |                        |                        |        |       |
| Suffrages exprimés     | Suffrages exprimés     | Suffrages exprimés     | 11 932 | 98,47 |
| Votes blancs et nuls   | Votes blancs et nuls   | Votes blancs et nuls   | 185    | 1,53  |
| Total                  | Total                  | Total                  | 12 117 | 100   |
| Abstentions            | Abstentions            | Abstentions            | 7 568  | 38,45 |
| Inscrits/Participation | Inscrits/Participation | Inscrits/Participation | 19 685 | 61,55 |

| Candidat               | Candidat               | Parti                  | Voix   | %     |
| ---------------------- | ---------------------- | ---------------------- | ------ | ----- |
|                        | Rémy Normand           | Équipe Labeaume        | 5 917  | 68,22 |
|                        | Abdoul Echraf          | Démocratie Québec      | 2 757  | 31,78 |
|                        |                        |                        |        |       |
| Suffrages exprimés     | Suffrages exprimés     | Suffrages exprimés     | 8 674  | 97,25 |
| Votes blancs et nuls   | Votes blancs et nuls   | Votes blancs et nuls   | 245    | 2,75  |
| Total                  | Total                  | Total                  | 8 919  | 100   |
| Abstentions            | Abstentions            | Abstentions            | 8 512  | 48,83 |
| Inscrits/Participation | Inscrits/Participation | Inscrits/Participation | 17 431 | 51,17 |

| Candidat               | Candidat               | Parti                  | Voix   | %     |
| ---------------------- | ---------------------- | ---------------------- | ------ | ----- |
|                        | Anne Corriveau         | Équipe Labeaume        | 6 836  | 59,78 |
|                        | Johanne Elsener        | Démocratie Québec      | 4 230  | 36,99 |
|                        | Martine Gagné          | Indépendant            | 369    | 3,23  |
|                        |                        |                        |        |       |
| Suffrages exprimés     | Suffrages exprimés     | Suffrages exprimés     | 11 435 | 98,87 |
| Votes blancs et nuls   | Votes blancs et nuls   | Votes blancs et nuls   | 131    | 1,13  |
| Total                  | Total                  | Total                  | 11 566 | 100   |
| Abstentions            | Abstentions            | Abstentions            | 7 063  | 37,91 |
| Inscrits/Participation | Inscrits/Participation | Inscrits/Participation | 18 629 | 62,09 |

| Candidat               | Candidat                 | Parti                  | Voix   | %     |
| ---------------------- | ------------------------ | ---------------------- | ------ | ----- |
|                        | Laurent Proulx           | Équipe Labeaume        | 7 237  | 53,08 |
|                        | David Lemelin            | Démocratie Québec      | 3 656  | 26,82 |
|                        | Jean Guilbault (Sortant) | Indépendant            | 2 186  | 16,03 |
|                        | Philippe Moussette       | Indépendant            | 458    | 3,36  |
|                        | Wellie Denoncourt        | Indépendant            | 97     | 0,71  |
|                        |                          |                        |        |       |
| Suffrages exprimés     | Suffrages exprimés       | Suffrages exprimés     | 13 634 | 98,63 |
| Votes blancs et nuls   | Votes blancs et nuls     | Votes blancs et nuls   | 189    | 1,37  |
| Total                  | Total                    | Total                  | 13 823 | 100   |
| Abstentions            | Abstentions              | Abstentions            | 8 239  | 37,34 |
| Inscrits/Participation | Inscrits/Participation   | Inscrits/Participation | 22 062 | 62,66 |

#### Charlesbourg
- Dans cet arrondissement, 34 265 électeurs se sont prévalus de leur droit de vote.
- Équipe Labeaume en obtient les 3 districts.

| Candidat               | Candidat                   | Partis                 | Voix   | %     |
| ---------------------- | -------------------------- | ---------------------- | ------ | ----- |
|                        | Vincent Dufresne (Sortant) | Équipe Labeaume        | 6 986  | 74,68 |
|                        | Pascale Guelle             | Démocratie Québec      | 2 369  | 25,32 |
|                        |                            |                        |        |       |
| Suffrages exprimés     | Suffrages exprimés         | Suffrages exprimés     | 9 355  | 97,04 |
| Votes blancs et nuls   | Votes blancs et nuls       | Votes blancs et nuls   | 285    | 2,96  |
| Total                  | Total                      | Total                  | 9 640  | 100   |
| Abstentions            | Abstentions                | Abstentions            | 9 353  | 49,24 |
| Inscrits/Participation | Inscrits/Participation     | Inscrits/Participation | 18 993 | 50,76 |

| Candidat               | Candidat                        | Partis                 | Voix   | %     |
| ---------------------- | ------------------------------- | ---------------------- | ------ | ----- |
|                        | Michelle Morin-Doyle (Sortante) | Équipe Labeaume        | 9 222  | 71,03 |
|                        | Marie France Painchaud          | Démocratie Québec      | 3 306  | 25,47 |
|                        | Marc-Antoine Turmel             | Indépendant            | 455    | 3,50  |
|                        |                                 |                        |        |       |
| Suffrages exprimés     | Suffrages exprimés              | Suffrages exprimés     | 12 983 | 98,68 |
| Votes blancs et nuls   | Votes blancs et nuls            | Votes blancs et nuls   | 174    | 1,32  |
| Total                  | Total                           | Total                  | 13 157 | 100   |
| Abstentions            | Abstentions                     | Abstentions            | 8 444  | 39,09 |
| Inscrits/Participation | Inscrits/Participation          | Inscrits/Participation | 21 601 | 60,91 |

| Candidat               | Candidat               | Partis                 | Voix   | %     |
| ---------------------- | ---------------------- | ---------------------- | ------ | ----- |
|                        | Patrick Voyer          | Équipe Labeaume        | 8 555  | 71,13 |
|                        | Jean-Louis Duchesne    | Démocratie Québec      | 2 543  | 21,14 |
|                        | Jacques Marchand       | Indépendant            | 493    | 4,10  |
|                        | Brigitte Letarte       | Indépendant            | 436    | 3,63  |
|                        |                        |                        |        |       |
| Suffrages exprimés     | Suffrages exprimés     | Suffrages exprimés     | 12 027 | 98,36 |
| Votes blancs et nuls   | Votes blancs et nuls   | Votes blancs et nuls   | 201    | 1,64  |
| Total                  | Total                  | Total                  | 12 228 | 100   |
| Abstentions            | Abstentions            | Abstentions            | 9 807  | 44,51 |
| Inscrits/Participation | Inscrits/Participation | Inscrits/Participation | 22 035 | 55,49 |

#### Beauport
- Dans cet arrondissement, 33 356 électeurs se sont prévalus de leur droit de vote.
- Équipe Labeaume en obtient les 3 districts.

| Candidat               | Candidat                       | Parti                  | Voix   | %     |
| ---------------------- | ------------------------------ | ---------------------- | ------ | ----- |
|                        | Marie France Trudel (Sortante) | Équipe Labeaume        | 8 128  | 74,91 |
|                        | Claudie Emond                  | Démocratie Québec      | 2 250  | 20,74 |
|                        | Daniel Beaulieu                | Alliance de Québec     | 282    | 2,60  |
|                        | Patrice Fortin                 | Indépendant            | 190    | 1,75  |
|                        |                                |                        |        |       |
| Suffrages exprimés     | Suffrages exprimés             | Suffrages exprimés     | 10 850 | 98,69 |
| Votes blancs et nuls   | Votes blancs et nuls           | Votes blancs et nuls   | 144    | 1,31  |
| Total                  | Total                          | Total                  | 10 994 | 100   |
| Abstentions            | Abstentions                    | Abstentions            | 8 399  | 43,31 |
| Inscrits/Participation | Inscrits/Participation         | Inscrits/Participation | 19 393 | 56,69 |

| Candidat               | Candidat                                   | Parti                  | Voix   | %     |
| ---------------------- | ------------------------------------------ | ---------------------- | ------ | ----- |
|                        | Julie Lemieux (journaliste) (d) (Sortante) | Équipe Labeaume        | 8 942  | 76,66 |
|                        | Frédéric de Beaumont                       | Démocratie Québec      | 2 380  | 20,40 |
|                        | Mario Hurens                               | Alliance de Québec     | 343    | 2,94  |
|                        |                                            |                        |        |       |
| Suffrages exprimés     | Suffrages exprimés                         | Suffrages exprimés     | 11 665 | 98,12 |
| Votes blancs et nuls   | Votes blancs et nuls                       | Votes blancs et nuls   | 223    | 1,88  |
| Total                  | Total                                      | Total                  | 11 888 | 100   |
| Abstentions            | Abstentions                                | Abstentions            | 10 049 | 45,81 |
| Inscrits/Participation | Inscrits/Participation                     | Inscrits/Participation | 21 937 | 54,19 |

| Candidat               | Candidat               | Parti                  | Voix   | %     |
| ---------------------- | ---------------------- | ---------------------- | ------ | ----- |
|                        | Jérémie Ernould        | Équipe Labeaume        | 7 545  | 69,61 |
|                        | Benoît Gingras         | Démocratie Québec      | 2 399  | 22,13 |
|                        | Denis Bérubé           | Indépendant            | 565    | 5,21  |
|                        | Chantal Bouchard       | Alliance de Québec     | 330    | 3,04  |
|                        |                        |                        |        |       |
| Suffrages exprimés     | Suffrages exprimés     | Suffrages exprimés     | 10 839 | 97,97 |
| Votes blancs et nuls   | Votes blancs et nuls   | Votes blancs et nuls   | 225    | 2,03  |
| Total                  | Total                  | Total                  | 11 064 | 100   |
| Abstentions            | Abstentions            | Abstentions            | 10 412 | 48,48 |
| Inscrits/Participation | Inscrits/Participation | Inscrits/Participation | 21 476 | 51,52 |

#### La Haute-Saint-Charles
- Dans cet arrondissement, 22 509 électeurs se sont prévalus de leur droit de vote.
- Équipe Labeaume en obtient les 3 districts.

| Candidat | Candidat                | Parti           | Voix            | %               |
| -------- | ----------------------- | --------------- | --------------- | --------------- |
|          | Steeve Verret (Sortant) | Équipe Labeaume | Sans opposition | Sans opposition |
|          |                         |                 |                 |                 |
| Inscrits | Inscrits                | Inscrits        | 20 202          |                 |

| Candidat               | Candidat               | Parti                  | Voix   | %     |
| ---------------------- | ---------------------- | ---------------------- | ------ | ----- |
|                        | Raymond Dion (Sortant) | Équipe Labeaume        | 7 905  | 64,55 |
|                        | Robert Martel          | Démocratie Québec      | 3 856  | 31,49 |
|                        | Richard Legendre       | Indépendant            | 485    | 3,96  |
|                        |                        |                        |        |       |
| Suffrages exprimés     | Suffrages exprimés     | Suffrages exprimés     | 12 246 | 98,54 |
| Votes blancs et nuls   | Votes blancs et nuls   | Votes blancs et nuls   | 182    | 1,46  |
| Total                  | Total                  | Total                  | 12 428 | 100   |
| Abstentions            | Abstentions            | Abstentions            | 9 259  | 42,69 |
| Inscrits/Participation | Inscrits/Participation | Inscrits/Participation | 21 687 | 57,31 |

| Candidat               | Candidat                 | Parti                  | Voix   | %     |
| ---------------------- | ------------------------ | ---------------------- | ------ | ----- |
|                        | Sylvain Légaré (Sortant) | Équipe Labeaume        | 7 368  | 71,78 |
|                        | Michel Carrier           | Démocratie Québec      | 2 897  | 28,22 |
|                        |                          |                        |        |       |
| Suffrages exprimés     | Suffrages exprimés       | Suffrages exprimés     | 10 265 | 98,22 |
| Votes blancs et nuls   | Votes blancs et nuls     | Votes blancs et nuls   | 186    | 1,78  |
| Total                  | Total                    | Total                  | 10 451 | 100   |
| Abstentions            | Abstentions              | Abstentions            | 9 308  | 47,11 |
| Inscrits/Participation | Inscrits/Participation   | Inscrits/Participation | 19 759 | 52,89 |